# Unione Sportiva Cremapergo 1994-1995
Questa pagina raccoglie le informazioni riguardanti l'Unione Sportiva Cremapergo nelle competizioni ufficiali della stagione 1994-1995.

## Rosa
| N. |                   | Ruolo | Calciatore        |
| -- | ----------------- | ----- | ----------------- |
|    | Italia (bandiera) | A     | Gaetano Abbatista |
|    | Italia (bandiera) | D     | Paolo Aresi       |
|    | Italia (bandiera) | A     | Emanuele Cedoni   |
|    | Italia (bandiera) | D     | Roberto Cinicola  |
|    | Italia (bandiera) | C     | Gianluca Coti     |
|    | Italia (bandiera) |       | Crocco            |
|    | Italia (bandiera) | D     | Andrea Federici   |
|    | Italia (bandiera) | C     | Corrado Ferracuti |
|    | Italia (bandiera) | C     | Roberto Garbelli  |
|    | Italia (bandiera) | C     | Giorgio Guerini   |
|    | Italia (bandiera) | P     | Giovanni Losio    |
|    | Italia (bandiera) | A     | Simone Mainardi   |
|    | Italia (bandiera) | C     | Aldo Maiocchi     |
|    | Italia (bandiera) | C     | Marco Morotti     |

| N. |                   | Ruolo | Calciatore         |
| -- | ----------------- | ----- | ------------------ |
|    | Italia (bandiera) | P     | Giordano Negretti  |
|    | Italia (bandiera) | A     | Fabio Padovani     |
|    | Italia (bandiera) | C     | Alessio Pala       |
|    | Italia (bandiera) | A     | Rocco Parente      |
|    | Italia (bandiera) | D     | Giorgio Piantoni   |
|    | Italia (bandiera) | C     | Mirco Poloni       |
|    | Italia (bandiera) | D     | Stefano Ragnoli    |
|    | Italia (bandiera) | C     | Gian Luigi Rocchi  |
|    | Italia (bandiera) | A     | Massimo Sala       |
|    | Italia (bandiera) | C     | Roberto Samarani   |
|    | Italia (bandiera) | A     | Gianluca Savoldi   |
|    | Italia (bandiera) | D     | Luca Ungari        |
|    | Italia (bandiera) | C     | Giuseppe Vaccari   |
|    | Italia (bandiera) | C     | Roberto Verdicchio |